# 메리트 훈장

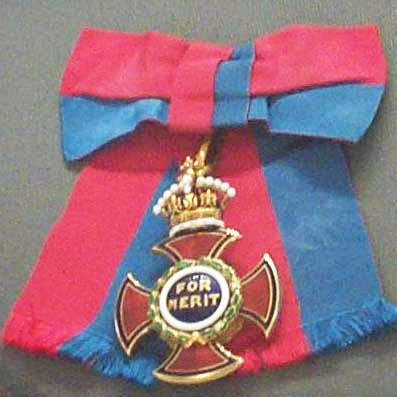
도러시 호지킨이 받은 메리트 훈장

메리트 훈장(영어: Order of Merit)은 영국 및 영국 연방 왕국의 훈장이다. 군사 분야에서의 공적 또는 과학, 예술, 문학 등 문화의 진흥, 또는 공공 복지에 공헌을 한 인물에게 수여된다. 서훈이 업적만으로 평가되는 것이나, 정원이 24명 밖에 없는 점으로서 메리트 훈장은 현존하는 훈장 중 가장 명예로운 훈장으로 여겨지고 있다.